# GRECE
GRECE (franska: Groupement de recherche et d'études pour la civilisation européenne, svenska: Sällskapet för forskning och studier av den europeiska civilisationen) är en fransk etnonationalistisk tankesmedja grundad 1968 av journalisten och författaren Alain de Benoist. Andra personer som har varit inblandade i organisationen inkluderar Pierre Vial, Guillaume Faye, Robert Steuckers, Jean-Yves Le Gallou, François d'Orcival, och Jean Haudry.
GRECE förordar etnopluralism och ”differentialism”: att varje folkgrupp utgör en skillnad, har rätt till sin särart och bör leva åtskilda.
GRECE skiljer sig från traditionella konservativa organisationer genom sitt specifika intresse för germansk och nordisk kultur, avståndstagande till kristendom och monoteism, samt förordandet av nyhedendom.
GRECE idéproduktion har beskrivits som en ny form av fascism.